# Granowice
Granowice (niem. Grändorf, do 1996 Granowiec) – wieś w Polsce położona w województwie dolnośląskim, w powiecie jaworskim, w gminie Wądroże Wielkie.

## Podział administracyjny
W latach 1975–1998 miejscowość administracyjnie należała do województwa legnickiego.

## Nazwa
Według niemieckiego językoznawcy Heinricha Adamy’ego nazwa wywodzi się od polskiej nazwy "granicy". W swoim dziele o nazwach miejscowości na Śląsku wydanym w 1888 roku we Wrocławiu wymienia jako najstarszą zanotowaną nazwę Granowice podając jej znaczenie "Grenzort" czyli po polsku "Miejscowość graniczna, leżąca na granicy". Niemcy fonetycznie zgermanizowali nazwę na Grunwitz w wyniku czego utraciła ona swoje znaczenie.

## Historia
Wieś powstała na terenie wcześniejszego osadnictwa (już z okresu tzw. kultury grobów jamowych) u podnóża Wzgórz Granowickich, blisko źródeł Chotli (prawy dopływ Wierzbiaka), wzmiankowana już w roku 1218 [róża M. Lutra] jako Preduchno, a w roku 1305 jako Granowitz. Późniejsze nazwy Crenovicz, Grenewicz, Granowicz, Grenevitz, Gronowitz, Graenowitz były modyfikacjami tej ostatniej, świadczącymi o słowiańskim pochodzeniu wsi. W roku 1816 oprócz Gränowitz wieś nazywano również Grändorf. W latach 1947–1996 wieś nosiła nazwę Granowiec.
Reformacja na teren wsi dotarła za panowania ks. legnickiego Fryderyka II. W roku 1542 powstała jedna z pierwszych parafii ewangelickich. W roku 1696 ochrzczony został tutaj prekursor niemieckiego romantyzmu Johann Christoph Günther, uważany za pierwszego poetę mieszczańskiego usiłującego utrzymywać się ze swojej twórczości. W XVIII wieku parafia obejmowała Księżyce, Damianowo Górne i Marcinowice, a nieliczni katolicy należeli do parafii w Konarach.

## Zabytki
Do wojewódzkiego rejestru zabytków wpisane są:
- kościół filialny pw. Serca Pana Jezusa, wzmiankowany w 1335 r., obecny późnogotycki z pocz. XVI w., przebudowany w XVIII-XIX w. Wewnątrz: późnogotyckie sakramentarium z pocz. XVI w., renesansowe epitafium z 1619 r., barokowy ołtarz z ok. 1700 r., ambona barokowa z 1. ćw. XVIII w. Na murze epitafia z XVIII-XIX wieku. W latach 1542 za panowania księcia legnickiego Fryderyka II, wprowadzono reformację i od tego czasu kościół należał do ewangelików. Na cmentarzu znajduje się grobowiec Kunick. W ścianie po lewej stronie znajduje się płyta nagrobna poświęcona Johannowi Gottliebowi Kunick oraz jego żonie Johannie Elisabeth z domu Krause[7].
- cmentarz parafialny przy kościele.

## Znane osoby
- w Granowicach urodził się rosyjsko-niemiecki historyk i etnolog Ernst-Eduard Kunick

## Atrakcje
28 maja 2022 r., z inicjatywy dh. Jana Grygorcewicza, dokonano uroczystego otwarcia Izby Pamięci Pożarniczo-Sportowej im. Olgi i Poli. Izba Pamięci jest miejscem zbiorów historii pożarnictwa oraz pamiątek związanych z futbolem z Zagłębia Miedziowego.